# サラマンカ学派

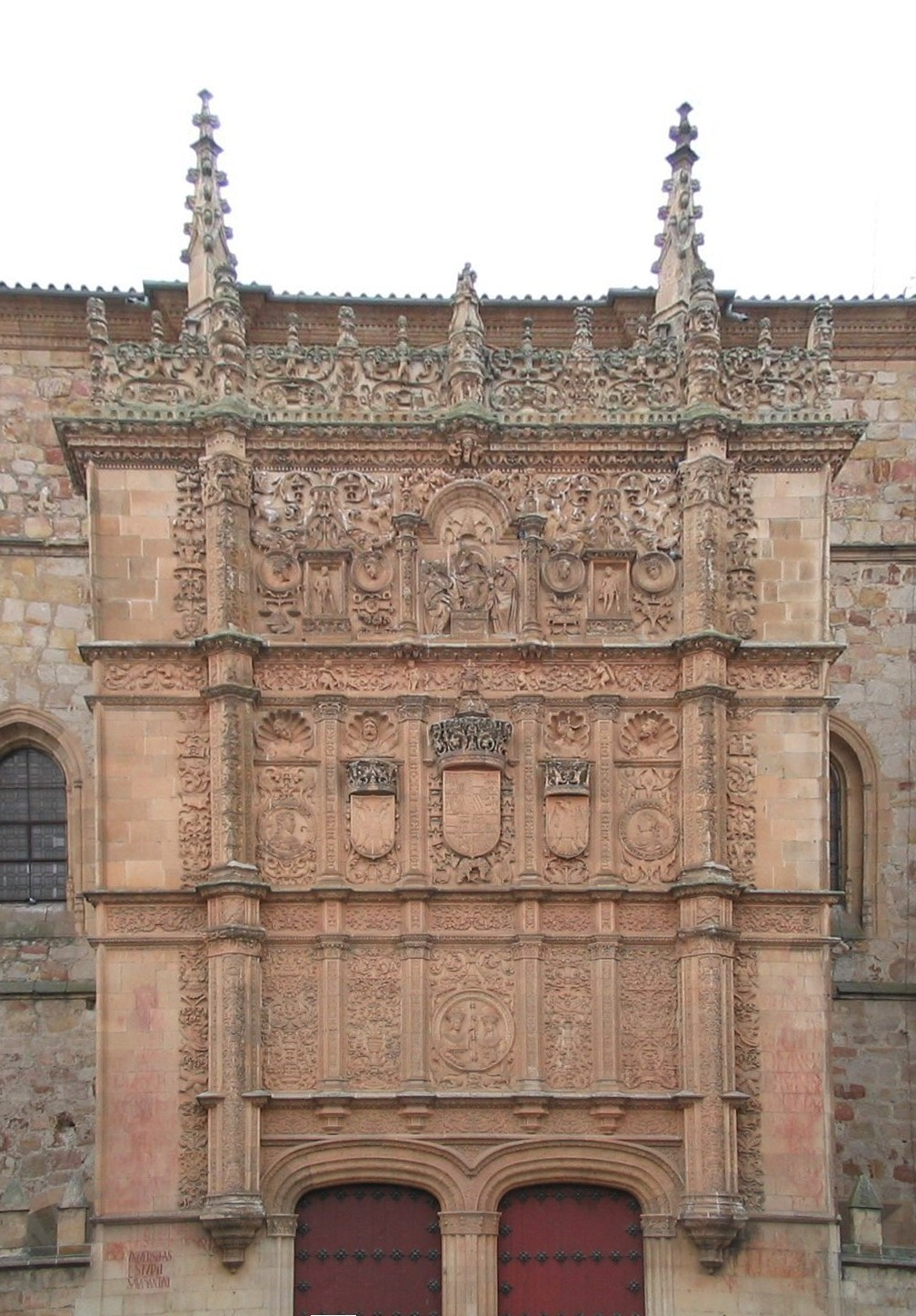
サラマンカ大学 / サラマンカ学派の拠点となった

サラマンカ学派（サラマンカがくは / 西：Escuela de Salamanca、英：School of Salamanca）は、16世紀から18世紀にかけてスペイン王国のサラマンカ大学を拠点として活動したスコラ学あるいは神学・哲学の学派である。

## 概要
16世紀、サラマンカ大のサン・エステバン神学院を拠点に、ドミニコ会士を中心にイエズス会士・アウグスチノ会士も加わっていた学派（ドミニコ会学派）と、17世紀〜18世紀の同大学サン・エリアス神学院を拠点とするカルメル会士の学派（カルメル会学派）に2大別され、ともにトマス・アクィナスの神学に基づく研究を行った。狭義の「サラマンカ学派」（Salmanticenses）は後者を指すが、前者のドミニコ会学派は、当時顕在化していた価格革命の影響やインディアス先住民の問題に対応して活発に経世論を主張したことから、現在の国際法学・経済学の源流の一つと目されている。

## ドミニコ会学派

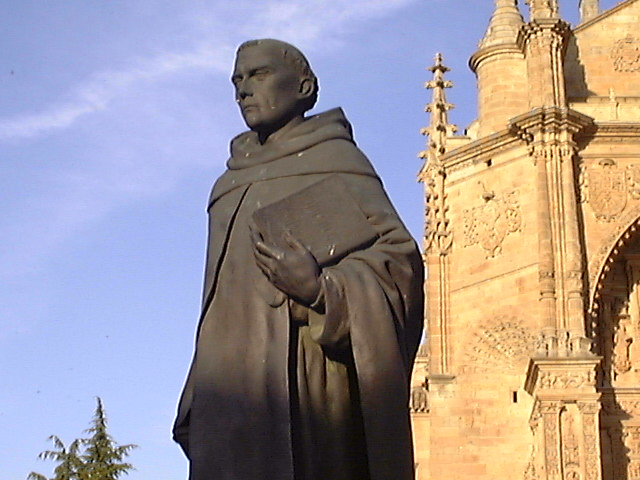
フランシスコ・デ・ビトリア / 学派の始祖

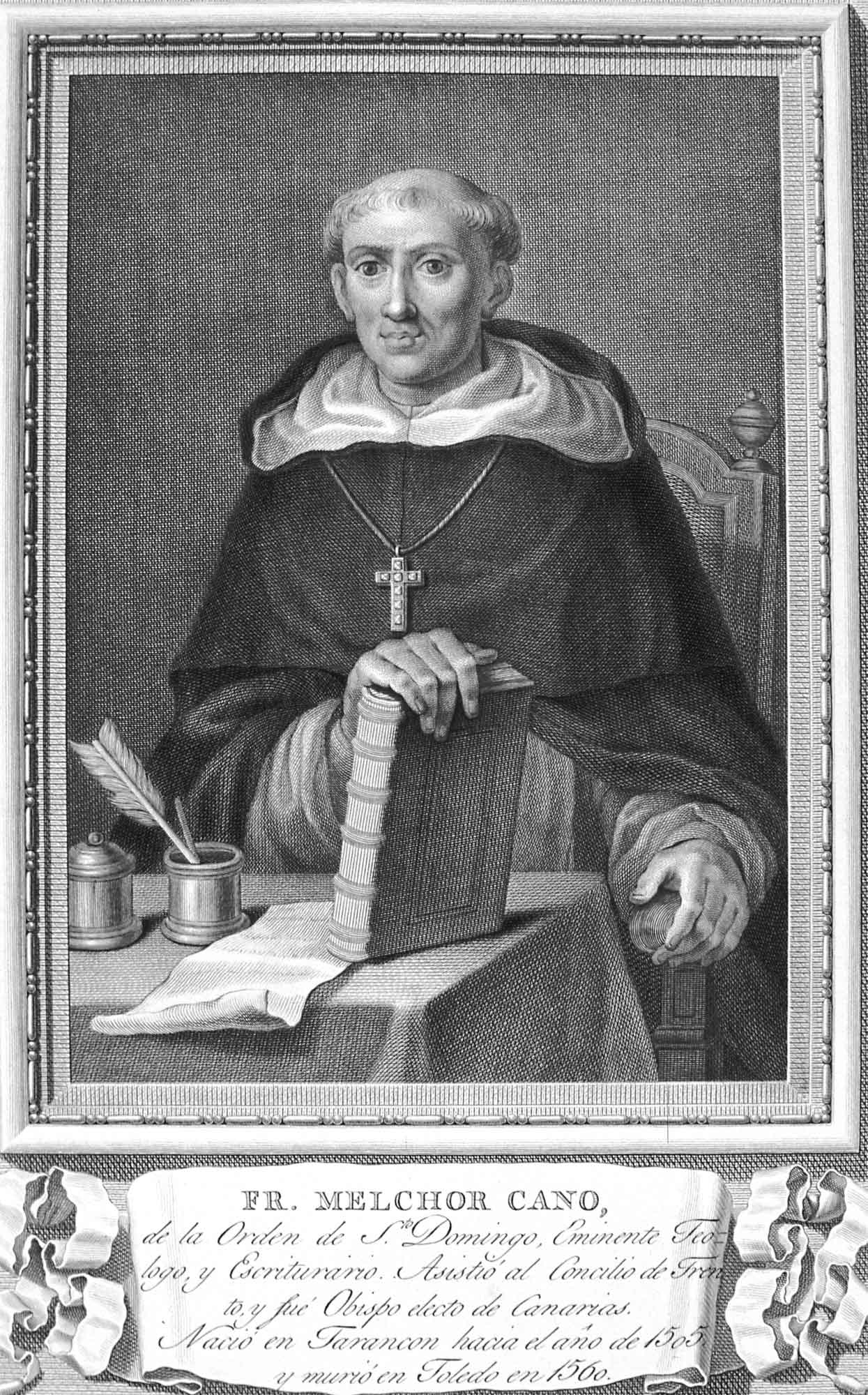
メルチョル・カノ / ビトリアの後継者

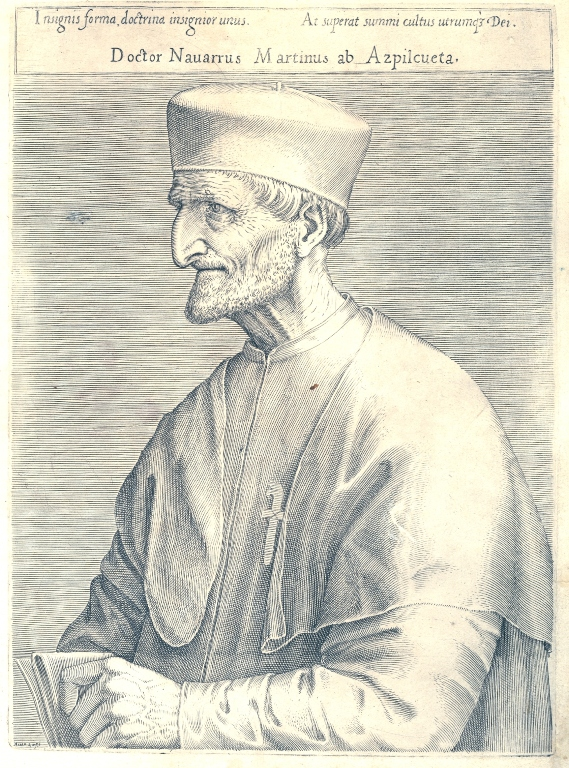
マルティン・デ・アスピルクエタ / 経済理論の発展に貢献

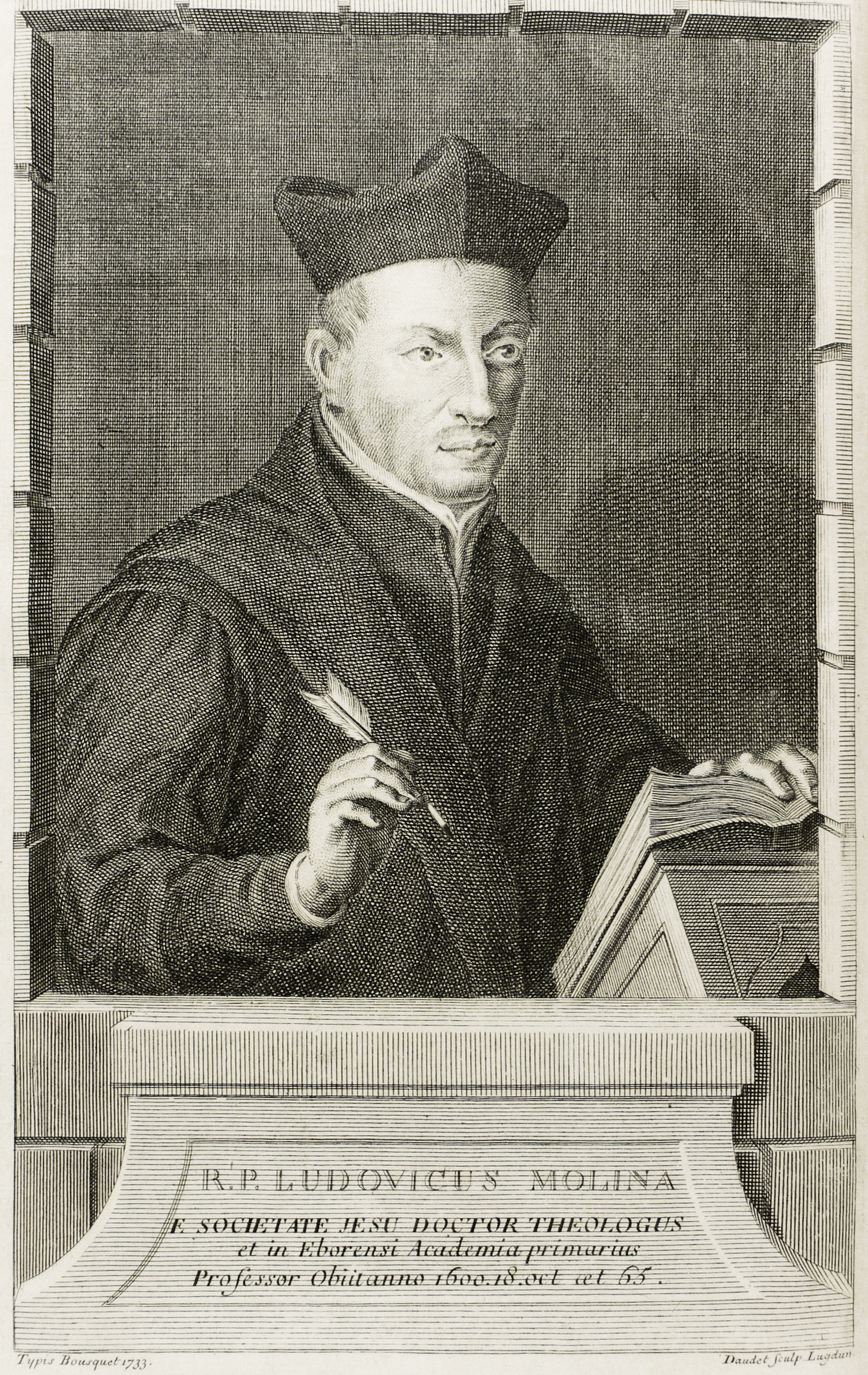
ルイス・デ・モリナ / 学派を集大成した

### 沿革
16世紀のスペインでは、サラマンカ大学を拠点に、神学・教会法・ローマ法・哲学・文法・医学から本草学・航海学・占星学に至る70のスコラ学が開講され、高い学問水準を保っていた。これらスペインのスコラ学においては盛期スコラ学への回帰が起こり、トマス・アクィナスの教説が共通の立脚点となり、「後期スコラ学」としてヨーロッパの中でも際だった発展を遂げることとなった。パリで学んだのちサラマンカ大学教授となったドミニコ会士のフランシスコ・デ・ビトリアは、それまで使用されていたロンバルドゥスの『命題論集』に代えてトマスの『神学大全』を取り入れ、トマスの教説を進化させつつ実証神学と思弁神学の調和を試み、歴史神学の基礎を形成した。また同時に大学の講義を通じてトマスの学説を当時の社会・倫理・法・経済の問題に照らして展開した点で、きわめて実学的な志向を有していた。
サラマンカ学派（ドミニコ会学派）は、このビトリアと、彼に学び『神学大全』の注釈書を著したドミンゴ・デ・ソトにより創始され、ビトリアの弟子であるメルチョル・カノらに継承されて発展した。カトリック教会が対抗宗教改革のため1545年以降開催したトリエント公会議には、このソトとカノが参加しカトリック勢力の建て直しに理論面で貢献した。カノはR・アグリコラの人文主義的弁証法に影響を受け主著『神学的証泉』（De Locis Theologicis / 1563年）で神学方法論を確立し、彼の弟子であるドミンゴ・バニェスとイエズス会士であったルイス・デ・モリナの間で戦わされた「恩寵論争」（恩恵論争）は、カトリック内部でドミニコ会とイエズス会が決裂する契機となった。現存するサン・エステバン神学院回廊の天上には、この学派の創始者たるビトリアおよびソトの円形肖像画が掲げられている。

#### 経済学の源流
1535年、ビトリアがトマスの徴利（利子の徴収 / usura）論に関する講義をおこなったことをきっかけに、ドミニコ会学派における経済理論の研究が盛んになった。ビトリアを引き継ぎ経済理論を本格的に展開することになったソトは「公正価値論」を主張、さらにナバロ（マルティン・デ・アスピルクエタ）はソトの理論をもとに貨幣数量説・購買力平価説を構築（特に彼の貨幣数量説は、一般にこの学説の始祖とされるジャン・ボダンに時期的に先行するものである）、最後にモリナが貨幣論・価格論を集大成し、経済学派としてのサラマンカ学派の知名度を一気に高めた。
彼らは、「生産コストに基づく公正な（客観的）価格」というスコトゥスの学説を否定し、「公正な価格」とは自然な交換によって確立された価格以上でもそれ以下でもないと定義づけた。そしてトマス・アクィナス以来の自然法論に基づき独占を否定する一方で、徴利や為替取引については宗教倫理上の理由からする非難をしりぞけ肯定する立場をとった。彼らの経済理論は、スペインその他の西欧諸国が直面していた物価騰貴（価格革命）の原因を説明し、そうした現実とスコラ学（トマスの教説）の調和をめざすものであった。
以上のようなサラマンカ学派の理論は、商業や金融による利益を否定していた中世スコラ学の立場から一歩抜け出し、それらを道徳的に擁護したという点で古典的自由主義の先駆としての側面があった。この点を高く評価するハイエクは、資本主義の基礎は（ヴェーバーが説くような）カルヴァン派の教説ではなく（サラマンカ学派の）イエズス会によって作られたと主張しており、また重商主義的経済論であるとの評価もある。その反面、シュンペーターのように厚生経済学の先駆的な要素を認める見解もある。

#### 国際法学の源流
1539年、ビトリアはサラマンカ大の特別講義（通年の講義ではなく年1〜2回、教授に義務づけられていた講義）において「インディオについて」および「戦争の法について」を講じた。ここで彼は、植民政策をめぐる倫理学的議論において、人間の権利を自然権として根拠づけることで異教徒たるインディオ（インディアス先住民）の権利を擁護し、国際法を国家の法の上位に位置づけた。またソトもスペイン植民政策の批判的分析を通じてインディオの権利を擁護しようとし、ラス・カサスとセプルベダが争ったバリャドリッド論争（1550年）の際の審議会議長を務めた（このとき審議会委員であったカノもラス・カサスの支持者であった）。
以上の業績により、今日「国際法の祖」と位置づけられているビトリア、およびその後継者であるソトの国際法理論は、近代国際法学および自然法の父たるグロティウスにも多大な影響を与え、彼の主著『戦争と平和の法』ではこの2人の著作が頻繁に引用されている。

### 主要人物
特に注記のない限りドミニコ会士である。スアレス、ラス・カサスなども含む場合がある。
- フランシスコ・デ・ビトリア（Francisco de Vitoria / 1492年頃〜1546年）
- フアン・デ・メディナ（Juan de Medina / 1490年〜1546年）
- ドミンゴ・デ・ソト（Domingo de Soto / 1494年〜1560年）
- メルチョル・カノ（Melchor Cano / 1509年頃〜1560年）
- バルトロメー・デ・メディナ（Bartolomé de Medina / 1527年〜1580年）
- トマス・デ・メルカード（Tomás de Mercado / 1525年頃〜1575年頃）
- マルティン・デ・アスピルクエタ（Martín de Azpilcueta / 1491年〜1586年）：アウグスチノ会。別名ナバロ。
- ルイス・デ・モリナ（Luis de Molina / 1535年〜1600年）：イエズス会。
- ドミンゴ・バニェス（Domingo Báñez / 1528年〜1604年）
- ペドロ・デ・バレンシア（Pedro de Valencia / 1555年頃〜1620年）
- ルイス・サラビア・デ・ラ・カリェ（Luis Saravia de la Calle）
- フランシスコ・ガルシア（Francisco Garcia）
- マルティン・ゴンサレス・デ・セリョリゴ（Martin Gonzales de Cellorigo）

## カルメル会学派

### 沿革
1568年の組織改革以来、トマス・アクィナス学説を信奉していたカルメル会は、サラマンカ大における同会の拠点サン・エリアス神学院で神学研究を行いカルメル会学派を形成した。同派の主要な業績はトマス『神学大全』の注釈書たる『サラマンカ神学大綱』（サラマンカ神学教程 / Cursus Theologiae Salmanticensium）全12巻の編纂（1625年〜1712年刊）であり、この大著にちなんで彼らは"Salmanticenses"すなわち「サラマンカ学派」と呼ばれた。さらに『大綱』を補足するものとして同学院の教授たちにより『倫理神学大綱』（Cursus Theologiae Moralis）全6巻が編纂・刊行された。

### 主要人物
- アントニオ・デ・ラ・マドレ・ディオス（Antonio de la Madre de Dios / 1583年〜1637年）：『大綱』第1〜3巻を著述。
- ドミンゴ・デ・サンタ・テレサ（Domingo de Santa Teresa / 1604年〜1660年）：『大綱』第4・5巻を著述。
- フアン・デ・ラ・アヌンシアシオン（Juan de la Anunciacion / 1633年〜1701年）：『大綱』第6〜11巻を著述。
- アントニオ・デ・サン・フアン・バウティスタ（Antonio de San Juan Bautista / 1641年〜1699年）：『大綱』第12巻を著述。

## 参考・関連文献
事典項目
- J・アリエタ 「サラマンカ学派」 『新カトリック大事典』第II巻 研究社、1998年
- 竹島幸一 「サラマンカ学派」 『岩波哲学・思想事典』 1998年
- 大森郁夫 「サラマンカ学派」 『経済思想史辞典』 丸善、2000年
- 秋山学 「神学」 『歴史学事典 第11巻：宗教と学問』 弘文堂、2004年

論文
- 飯塚一郎 「サラマンカ学派の経済理論」I〜IV 『山梨大学学芸学部研究報告』12号（1962年）、pp.88-94；13号（1963年）、pp.89-97；14号（1964年）、pp.65-74；15号（1965年）、pp.58-71

のち加筆訂正の上『貨幣学説前史の研究』（後出）に収録（第三・四章）。
- 同 「スペインの初期経済学」 小林昇（編） 『経済学の黎明』〈講座経済学史I〉 同文舘出版、1977年所収。
- 桑原光一郎 「サラマンカ学派における国際市場化時代の商業論」 『上智哲学誌』（上智哲学会）21号（2009年）、pp.15-29

単行書
- クラウス・リーゼンフーバー 『中世思想史』 平凡社ライブラリー、2003年 ISBN 9784582764857

第20章「人文主義と新しいスコラ学」にサラマンカ学派についての言及がある。
- ビトリア 『人類共通の法を求めて』（アンソロジー新世界の挑戦：6）〈佐々木孝：訳〉 岩波書店、1993年 ISBN 400003636X
- 飯塚一郎 『貨幣学説前史の研究』 未来社、1969年
- 同 『大航海時代へのイベリア：スペイン植民地主義の形成』 中公新書、1981年
- 伊藤不二男 『ビトリアの国際法理論：国際法学説史の研究』 有斐閣、1965年
- 松森奈津子 『野蛮から秩序へ：インディアス問題とサラマンカ学派』 名古屋大学出版会、2009年 ISBN 9784815806125
- バーリ　ゴードン　『古代中世経済学史』晃洋書房、2018年
- シュムペーター 『經濟分析の歷史』 岩波書店、1955年